# Discografie van Paul Bley
Dit is de discografie van de Canadese jazzmusicus Paul Bley.

## Als leider/co-leider
| Jaar opname                | Titel                                             | Label                 | Personeel/Noten                                               |
| -------------------------- | ------------------------------------------------- | --------------------- | ------------------------------------------------------------- |
| 1953                       | Introducing Paul Bley                             | Debut                 | Charles Mingus, Art Blakey                                    |
| 1954                       | Paul Bley                                         | EmArcy                | Percy Heath/Peter Ind, Al Levitt                              |
| 1958                       | Solemn Meditation                                 | GNP                   | Dave Pike, Charlie Haden, Lennie McBrowne                     |
| 1958 uitgekomen in 1976    | Live at the Hilcrest Club 1958                    | Inner City            | Ornette Coleman, Don Cherry, Charlie Haden, Billy Higgins     |
| 1958 uitgekomen in 1977    | Coleman Classics Volume 1                         | Improvising Artists   | Ornette Coleman, Don Cherry, Charlie Haden, Billy Higgins     |
| 1962–63                    | Footloose!                                        | Savoy                 | Steve Swallow, Pete LaRoca Vele re-releases                   |
| 1964                       | Barrage                                           | ESP-Disk              | Dewey Johnson, Marshall Allen, Eddie Gómez, Milford Graves    |
| 1965                       | Touching                                          | Fontana               | Kent Carter, Barry Altschul                                   |
| 1965                       | Closer                                            | ESP-Disk              | Steve Swallow, Barry Altschul                                 |
| 1966                       | Ramblin'                                          | BYG Actuel            | Mark Levinson, Barry Altschul                                 |
| 1966                       | Blood                                             | Fontana               | Mark Levinson, Barry Altschul                                 |
| 1966                       | In Haarlem – Blood                                | Polydor               | Mark Levinson, Barry Altschul                                 |
| 1967 uitgekomen in 1971    | Ballads                                           | ECM                   | Mark Levinson/Gary Peacock, Barry Altschul                    |
| 1967 uitgekomen in 1976    | Virtuosi                                          | Improvising Artists   | Gary Peacock, Barry Altschul                                  |
| 1963–68 uitgekomen in 1970 | Paul Bley with Gary Peacock                       | ECM                   | Gary Peacock, Paul Motian/Billy Elgart                        |
| 1964–68 uitgekomen in 1975 | Turning Point                                     | Improvising Artists   | John Gilmore, Gary Peacock, Paul Motian/Billy Elgart          |
| 1968                       | Mr. Joy                                           | Limelight Records     | Gary Peacock, Billy Elgart                                    |
| 1969                       | Revenge: The Bigger the Love the Greater the Hate | Polydor               | Annette Peacock en anderen                                    |
| 1970                       | The Paul Bley Synthesizer Show                    | Milestone             | Dick Youngstein/Glen Moore/Frank Tusa, Steve Hass/Bobby Moses |
| 1971                       | Improvisie                                        | America               | Annette Peacock, Han Bennink                                  |
| 1971                       | Dual Unity                                        | Freedom               | Annette Peacock, Mario Pavone, Lawrence Cook/Han Bennink      |
| 1972                       | Open, to Love                                     | ECM                   | Solo                                                          |
| 1972                       | Paul Bley & Scorpio                               | Milestone             | Dave Holland, Barry Altschul                                  |
| 1973                       | Paul Bley/NHØP                                    | SteepleChase          | Niels-Henning Ørsted Pedersen                                 |
| 1974                       | Jaco                                              | Improvising Artists   | Pat Metheny, Jaco Pastorius, Bruce Ditmas                     |
| 1974                       | Alone, Again                                      | Improvising Artists   | Solo                                                          |
| 1974                       | Quiet Song                                        | Improvising Artists   | Jimmy Giuffre, Bill Connors                                   |
| 1976                       | Japan Suite                                       | Improvising Artists   | Gary Peacock, Barry Altschul                                  |
| 1977                       | Pyramid                                           | Improvising Artists   | Lee Konitz, Bill Connors                                      |
| 1977                       | Axis                                              | Improvising Artists   | Solo                                                          |
| 1983                       | Tears                                             | Owl                   | Solo                                                          |
| 1983                       | Tango Palace                                      | Soul Note             | Solo                                                          |
| 1983                       | Sonor                                             | Soul Note             | George Cross McDonald                                         |
| 1985                       | Questions                                         | SteepleChase          | Jesper Lundgaard, Aage Tanggaard                              |
| 1985                       | Diane                                             | SteepleChase          | Chet Baker                                                    |
| 1985                       | Hot                                               | Soul Note             | John Scofield, Steve Swallow, Barry Altschul                  |
| 1985                       | My Standard                                       | SteepleChase          | Jesper Lundgaard, Aage Tanggaard                              |
| 1986                       | Fragments                                         | ECM                   | John Surman, Bill Frisell, Paul Motian                        |
| 1986                       | Paul Bley & Jesper Lundgaard Live                 | SteepleChase          | Jesper Lundgaard                                              |
| 1986                       | Paul Bley & Jesper Lundgaard Live Again           | SteepleChase          | Jesper Lundgaard                                              |
| 1987                       | Indian Summer                                     | SteepleChase          | Ron McClure, Barry Altschul                                   |
| 1987                       | Notes                                             | Soul Note             | Paul Motian                                                   |
| 1987                       | The Paul Bley Quartet                             | ECM                   | John Surman, Bill Frisell, Paul Motian                        |
| 1987                       | Solo                                              | Justin Time           | Solo                                                          |
| 1988                       | Live at Sweet Basil                               | Soul Note             | John Abercrombie, Red Mitchell, Barry Altschul                |
| 1988                       | Solo Piano                                        | SteepleChase          | Solo                                                          |
| 1988                       | The Nearness of You                               | SteepleChase          | Ron McClure, Billy Hart                                       |
| 1989                       | Blues for Red                                     | Red                   | Solo                                                          |
| 1989                       | Rejoicing                                         | SteepleChase          | Michał Urbaniak, Ron McClure, Barry Altschul                  |
| 1989                       | The Life of a Trio: Saturday                      | Owl                   | Jimmy Guiffre, Steve Swallow                                  |
| 1989                       | The Life of a Trio: Sunday                        | Owl                   | Jimmy Guiffre, Steve Swallow                                  |
| 1989                       | Partners                                          | Owl                   | Gary Peacock                                                  |
| 1989                       | BeBopBeBopBeBopBeBop                              | SteepleChase          | Bob Cranshaw, Keith Copeland                                  |
| 1990                       | Memoirs                                           | Soul Note             | Charlie Haden, Paul Motian                                    |
| 1990 uitgekomen in 1995    | 12 (+6) In a Row                                  | Hat Hut               | Hans Koch, Franz Koglmann                                     |
| 1990                       | Right Time, Right Place                           | GNP Crescendo Records | Gary Burton                                                   |
| 1991                       | Changing Hands                                    | Justin Time           | Solo                                                          |
| 1991                       | Lyrics                                            | Splasc(H)             | Tiziana Ghiglioni                                             |
| 1991                       | In the Evenings Out There                         | ECM                   | John Surman, Gary Peacock, Tony Oxley                         |
| 1991                       | Paul Plays Carla                                  | SteepleChase          | Marc Johnson, Jeff Williams                                   |
| 1992                       | Mindset                                           | Soul Note             | Gary Peacock                                                  |
| 1992                       | Annette                                           | Hat Hut               | Franz Koglmann, Gary Peacock                                  |
| 1992                       | Caravan Suite                                     | SteepleChase          | Solo                                                          |
| 1992                       | Homage to Carla                                   | Owl                   | Solo                                                          |
| 1992                       | Paul Bley at Copenhagen Jazz House                | SteepleChase          | Solo                                                          |
| 1993                       | Zen Palace                                        | Transheart            | Steve Swallow, Paul Motian                                    |
| 1993                       | Hands On                                          | Transheart            | Solo                                                          |
| 1993                       | If We May                                         | SteepleChase          | Jay Anderson, Adam Nussbaum                                   |
| 1993                       | Sweet Time                                        | Justin Time           | Solo                                                          |
| 1993                       | Double Time                                       | Justin Time           | Jane Bunnett                                                  |
| 1993                       | Know Time                                         | Justin Time           | Herbie Spanier, Geordie McDonald                              |
| 1993                       | Synth Thesis                                      | Postcards             | Solo (piano en synthesizer)                                   |
| 1994                       | Time Will Tell                                    | ECM                   | Evan Parker, Barre Phillips                                   |
| 1994 uitgekomen in 1998    | Chaos                                             | Soul Note             | Furio Di Castri, Tony Oxley                                   |
| 1994                       | Modern Chant                                      | Venus                 | David Eyges, Bruce Ditmas                                     |
| 1994                       | Outside In                                        | Justin Time           | Sonny Greenwich                                               |
| 1994                       | Emerald Blue                                      | Venus                 | David Eyges, Bruce Ditmas                                     |
| 1994                       | Speachless                                        | SteepleChase          | Rich Perry, Jay Anderson, Victor Lewis                        |
| 1994                       | Reality Check                                     | SteepleChase          | Rich Perry, Jay Anderson, Victor Lewis                        |
| 1996 uitgekomen in 2000    | Sankt Gerold                                      | ECM                   | Evan Parker, Barre Phillips                                   |
| 1997                       | Out of Nowhere                                    | SteepleChase          | Lee Konitz, Jay Anderson, Billy Drummond                      |
| 1997                       | Notes on Ornette                                  | SteepleChase          | Jay Anderson, Jeff Hirshfield                                 |
| 1998                       | Not Two, Not One                                  | ECM                   | Gary Peacock, Paul Motian                                     |
| 1999                       | Echo                                              | SME Records           | Masahiko Togashi                                              |
| 2000                       | Basics                                            | Justin Time           | Solo                                                          |
| 2001 uitgekomen in 2007    | Solo in Mondsee                                   | ECM                   | Solo                                                          |
| 2003                       | Nothing to Declare                                | Justin Time           | Solo                                                          |
| 2007                       | About Time                                        | Justin Time           | Solo                                                          |
| 2008 uitgekomen in 2014    | Play Blue: Oslo Concert                           | ECM                   | Solo                                                          |

## Als 'sideman'
met Jakob Bro
- 2011: Bro/Knak[1]

met Don Ellis
- 1961: Out of Nowhere (Candid, 1988)
- 1962: Essence (Pacific Jazz)

met Satoko Fujii
- 1996: Something About Water

met Jimmy Giuffre en Steve Swallow
- 1961: The Jimmy Giuffre 3 – Fusion (Verve)
- 1961: The Jimmy Giuffre 3 – Thesis (Verve; heruitgave (remix) door ECM met Fusion, 1992)
- 1961: Jimmy Giuffre Trio Live in Europe 1961 (Raretone, 1984)
- 1961: Emphasis, Stuttgart 1961 (hatART, 1993)
- 1961: Flight, Bremen 1961 (hatART, 1993)
- 1962: Free Fall (Columbia)
- 1989: The Life of a Trio (2 vol., Owl)
- 1992: Fly Away Little Bird (Owl)
- 1993: Conversations with a Goose (Soul Note, 1996)

met Sonny Rollins
- 1963: Sonny Meets Hawk! (RCA Victor)
- 1963: Tokyo 1963 (Rare Live Recordings)

met Marion Brown
- 1974: Sweet Earth Flying (Impulse!)

met Charlie Haden
- 1989: The Montreal Tapes: with Paul Bley and Paul Motian (Verve)

met Lee Konitz
- 1997: Out of Nowhere (SteepleChase)

met Mario Pavone
- Trio Arc (Playscape, 2008)

met John Surman
- 1991: Adventure Playground (ECM)

met Andreas Willers
- 2001: In the North (Between the Lines)